# Бой при Криссисмеере
Бой при Криссисмеере (англ. Battle of Chrissiesmeer) или бой при озере Крисси (Lake Chrissie) 6 февраля 1901 года во время англо-бурской войны. Бурские коммандос генерала Луиса Боты атаковали британские войска генерал-майора Смита-Дорриена, расположившиеся лагерем возле озера Крисси, но не смогли их разбить.
Во время войны на северном берегу озера Крисси был небольшая деревня Ботвелл. Позже она была переименована в Криссисмеер. 
К концу января бюргеры генерала Луиса Боты, около 2000 человек, действовали в районе Эрмело в Восточном Трансваале. Ему противостояли более крупные силы под командованием генерала Смита-Дорриена. За маршем Смита-Дорриена наблюдали местные бушмены, которые также выступали в качестве посыльных. Главной целью Боты было помешать продвижению британских войск в восточный Трансвааль и по возможности поживиться их припасами и боеприпасами. Поэтому, когда вечером 5 февраля колонна Смита-Дорриена расположилась лагерем на берегу озера Крисси, буры воспользовались знанием местности бушменами, подошли к деревне со стороны Эрмело и 6 февраля в 02:50 атаковали в кромешной тьме. 
Хотя британский лагерь был хорошо защищен, буры добились первоначального успеха: «Разразилась страшная стрельба, за которой сразу же последовал грохот копыт по переполненному лагерю. Лошади 5-го уланского полка и Имперской легкой кавалерии бросились в бегство, вызвав сильное замешательство на плато и неустойчивость некоторых конных отрядов, которая была больше, чем нужно». Буры использовали бегущих лошадей в качестве прикрытия и уничтожили несколько пикетов англичан.
Несмотря на первоначальный успех, буры не смогли закрепиться на склонах и долго обстреливать основной лагерь, расположенный на плато. В 04:30 Бота приказал отступить, прикрываясь густым утренним туманом. Когда буры стали отходить, они обнаружили, что их лошади также разбежались, и поэтому многие были вынуждены уходить пешком.
Бурские коммандос потеряли около восьмидесяти человек, а британцы - семьдесят пять. Около 300 лошадей британских войск были убиты или разбежались. Несмотря на неудачу и тяжелые потери со стороны буров, продвижение британцев в восточный Трансвааль было задержано из-за потери их лошадей, что дало бурским коммандос время для перегруппировки.